# Leo (Automarke)
Leo war eine britische Automarke.

## Unternehmensgeschichte
Das Unternehmen begann 1913 mit der Produktion von Automobilen. Der Markenname lautete Leo. Der Vertrieb erfolgte durch das Londoner Kaufhaus Derry & Toms. Im gleichen Jahr endete die Produktion.

## Fahrzeuge
Das einzige Modell war ein Cyclecar. Ein V2-Motor von J.A.P. mit 8 PS Leistung trieb über Riemen die Antriebsachse an. Der Neupreis betrug 105 Pfund.